# Tongliao
Tongliao (chiń. upr. 通辽; chiń. trad. 通遼; pinyin Tōngliáo; mong. Töngliyao hot) – miasto o statusie prefektury miejskiej w Chinach, w regionie autonomicznym Mongolia Wewnętrzna. W 2010 roku liczba mieszkańców miasta wynosiła 270 095. Prefektura miejska w 1999 roku liczyła 3 072 198 mieszkańców. W mieście rozwinął się przemysł maszynowy, chemiczny, spożywczy, skórzany  oraz papierniczy.

## Podział administracyjny
Prefektura miejska Tongliao podzielona jest na:
- dzielnicę: Horqin,
- miasto: Huolingol,
- powiat: Kailu,
- 5 chorągwi: chorągiew Hure, chorągiew Naiman, chorągiew Jarud, lewa środkowa chorągiew Horqin, lewa tylna chorągiew Horqin.